# La Roca del Vallès
La Roca del Vallès è un comune spagnolo di 9 656 abitanti situato nella comunità autonoma della Catalogna.

## Storia
La Roca del Vallés è abitata da tempi immemorabili come dimostrano i resti archeologici quali dolmen, tombe e pitture.